# San Antonio Spurs
Els San Antonio Spurs són una franquícia de bàsquet de l'NBA amb seu a San Antonio (Texas). Entre 1967 i 1976 l'equip jugà a la lliga ABA. Actualment, participa en la Divisió Sud-oest de la Conferència Oest de l'NBA. Juguen de local en el AT&T Center i utilitzen indumentària blanca i negra.
Els Spurs són l'únic equip procedent de l'American Basketball Association capaç de guanyar un anell de campió de l'NBA, aconseguint-ho en cinc ocasions, els anys 1999, 2003, 2005, 2007 i 2014. Actualment és el segon equip amb millor percentatge de victòries de la història de la lliga, darrere de Los Angeles Lakers i, amb el títol de 2007, també són l'equip amb millor percentatge de victòries en les Finals de l'NBA. Des que van arribar a l'NBA el 1976, Sant Antonio solament s'ha perdut els playoffs en quatre ocasions.
En les seves trenta temporades en l'NBA els Spurs han aconseguit quinze títols de divisió, sent l'equip que més títols de divisió ha aconseguit en aquests trenta anys, seguit dels Lakers amb catorze. Entre els quatre esports més populars als Estats Units, solament Atlanta Braves i New York Yankees han aconseguit quinze en les últimes trenta temporades.
Són l'únic equip de l'NBA amb un rècord empatat o millor en el cap a cap contra qualsevol equip actiu en temporada regular.
Entre els jugadors destacats es troben Tony Parker, Emanuel Ginóbili i Kawhi Leonard i l'entrenador Gregg Popovich.

## Història de la franquícia
- Dallas Chapparals 1967-1970
- Texas Chapparals 1970-1971
- Dallas Chapparals 1970-1973
- San Antonio Spurs 1973-avui

### 1967-1973: Començaments a l'ABA
San Antonio Spurs va començar com Dallas Chaparrals de la versió original de l'ABA el 1967. Liderats per l'entrenador-jugador Cliff Facin, els Chaparrals van ser un dels 11 conjunts que van formar part de la temporada inaugural de l'ABA. En la 2a. temporada dels Chaps en la lliga, l'equip va acabar 4t amb un balanç de 41-37. New Orleans Buccaneers es va encarregar d'eliminar ràpidament als Chaparrals. A Dallas, l'equip va sofrir un desinterès part del públic que es va veure reflectit en la pobra assistència al pavelló per als partits. De fet, durant la temporada 1970-71, el nom de "Dallas" va ser suprimit en favor de "Texas", en un intent de fer a l'equip un de regional, jugant trobades en el Tarrant County Coliseum a Fort Worth, Texas, així com en el Lubbock Municipal Coliseum a Lubbock, Texas. Però l'experiment no va resultar i l'equip va tornar a Dallas per a la temporada 1971-72, disputant els seus partits en el Moody Coliseum i Dallas Convention Center Arena.

### 1973-1976: Arribada a San Antonio
Després de quedar fora de playoffs per primera vegada en la seva història en la temporada 1972-73, l'equip va ser posat en venda. La franquícia va ser adquirida per un grup de 36 empresaris de San Antonio, liderat per Angelo Drossos i Red McCombs, els qui es van portar a l'equip de Dallas a San Antonio i li canviaren el nom a "Spurs". Els colors primaris de l'equip van ser canviats del vermell, blanc i blau dels Chaparrals, a l'ara familiar plata i negre dels Spurs.
Els Spurs van començar jugant en el HemisFair Arena, rebent més acceptació del públic que a Dallas. Els joves Spurs estaven liderats pel base James Silas, Swen Nater i reforçats a mitjan temporada per George Gervin, futur Hall of Fame, procedent de Virginia Squires. Van finalitzar la temporada 1973-74 amb un balanç de 45-39, tercers en la Divisió Oest, i amb Nater com Rookie de l'Any. En playoffs, van caure en set partits davant Indiana Pacers. En la següent temporada van guanyar sis partits més, però els Pacers, per segon any consecutiu, els van eliminar de playoffs. Durant la temporada regular, i malgrat portar un balanç de 17-10, l'entrenador Tom Nissalke va ser acomiadat i Bob Bass es va encarregar de substituir-li. En la 1975-76, i última en l'ABA, els Spurs van ser derrotats en postemporada per tercera vegada tot just començar, en aquesta ocasió per New York Nets. El 1976, la lliga es va dissoldre, amenaçant el futur de la llicència exclusiva professional esportiva de San Antonio. L'NBA, no obstant això, va decidir admetre a quatre equips de l'ABA en la lliga, sent els Spurs un d'ells juntament amb Denver Nuggets, Indiana Pacers i New York Nets.

### 1976-1985: primers anys a l'NBA
Encara que hi havia algun escepticisme inicial en els cercles de la lliga quant a l'èxit potencial i el nivell de talent dels equips procedents de l'ABA, els Spurs aviat demostrarien ser un digne equip, obtenint un balanç de 44-38 en la temporada 1976-77 per finalitzar quarts en la Conferència Est. En playoffs van caure 2-0 enfront de Boston en la seva primera temporada en la lliga.
Una temporada després, el 1978, Gervin i David Thompson, de Denver Nuggets, van lluitar pel títol de màxim anotador. En l'última jornada de la temporada, Thompson es va posar per davant després d'anotar 73 punts enfront de Detroit Pistons en una trobada disputada a la tarda. Aquesta nit, Gervin ja sabia que necessitava 58 punts per aconseguir el títol. Els Spurs jugaven a Nova Orleans enfront dels Utah Jazz. Gervin va tenir un bon començament amb 20 punts al primer quart. El 2n va ser encara millor, amb 33, establint un rècord. Després de la represa, a Gervin li va costar poc temps arribar als 58, per finalment acabar el partit amb 63 i aconseguir el guardó. A més, l'equip va acabar campió de la Divisió Central amb un rècord de 52-30. No obstant això, els Spurs van caure en semifinals de conferència davant Washington Bullets, malgrat Gervin, que va fer una mitjana de 33.2 punts en la sèrie.
Un any després, el 1979, l'equip va avançar a les finals de conferència, on tornaven a esperar els Bullets. San Antonio va malgastar una renda de 3-1 per acabar caient 4-3, amb un dramàtic 7è partit que va acabar 107-105. Una ronda abans, els Spurs van eliminar a Philadelphia 76ers, aconseguint així la seva primera sèrie de playoffs. Els Spurs van haver d'esperar altres vint anys per fer la seva primera aparició en unes Finals de l'NBA.
El balanç de San Antonio Spurs en els seus primers set anys a l'NBA va ser de cinc títols de divisió, convertint-se en un equip assidu en playoffs.
La dècada dels 80 va estar marcada per constants alts i baixos de la franquícia. En la primera part de la dècada, els Spurs van continuar amb el seu èxit dels 70, amb balanços de 52-30 el 1980-81, 48-34 el 1981-82 i 53-29 el 1982-83. Malgrat les seves bones temporades regulars, els Spurs van ser incapaços de guanyar algun campionat de l'NBA, caient eliminats en playoffs per Houston Rockets el 1981 i Los Angeles Lakers el 1982 i 1983.
Després de la temporada 1984-85, Gervin, qui possiblement va ser el millor jugador de la història dels Spurs, va ser traspassat als Chicago Bulls, i amb ell, el final d'una brillant era.
Una de les claus d'aquests Spurs, a més de Gervin, era Johnny Moore, base de gran visió de joc que fins i tot va aconseguir ser el màxim assistent de la lliga (9,6) el 1981-82 per davant de Magic Johnson. La seva carrera es va veure truncada per la febre del desert, malaltia de la qual es va recuperar, encara que sense recuperar el nivell. Quan va finalitzar la seva carrera San Antonio li va retirar el dorsal.
Un altre dels grans artífexs dels tres títols de divisió també va ser Mike Mitchell, acompanyant de Gervin en les ales. Un prolífic anotador que fins i tot va arribar a ser All-Star en la 1980-81 amb Cleveland Cavaliers. Va arribar als Spurs un any després. Finalment cal esmentar a Artis Gilmore, una altra peça fonamental en l'engranatge de l'equip. Malgrat que el pivot va arribar amb 34 anys va oferir tan bon rendiment a San Antonio que va arribar a ser dues vegades All-Star amb els Spurs.

### 1985-1989: Vida després de George Gervin
Després de la retirada de Gervin, les següents quatre campanyes van ser difícils per a l'equip, tenint un balanç de 115-215 des de 1985-86 fins a 1988-89. Les temporades perdedores i la disminució del públic al pavelló van convertir als Spurs en un equip candidat potencial per mudar-se a una altra ciutat. Però l'optimisme va arribar obtenint el número 1 del Draft de 1987, que van usar per seleccionar al pivot David Robinson, procedent de l'armada dels Estats Units. Encara que li van fer el draft el 1987, no va estar disponible fins a 1989, ja que va haver de servir a la Marina durant dos anys més.
Durant aquests anys un dels pocs jugadors que va mantenir a la gent a San Antonio va ser Alvin Robertson. Va ser membre de l'equip que va aconseguir la medalla d'or en els Jocs Olímpics de Los Angeles 1984 el 1984, i va liderar la lliga en robatoris durant tres temporades, arribant a ser triat com Millor Defensor de l'NBA en la 1985-86. A més, era un jugador que aportava en totes les facetes del joc, mostra d'això va ser l'històric cuádruple-doble que va aconseguir el 18 de febrer de 1986 amb 20 punts, 11 rebots, 10 assistències i 10 robatoris de pilota.
Encara que la temporada 1988-89 va ser la pitjor en la història dels Spurs amb un 21-61, va ser notable per diversos motius. Va ser la primera campanya del propietari Red McCombs, inversor original de l'equip que va ajudar a solidificar la propietat local per a la franquícia. A més, en la 1988-89 es va estrenar Larry Brown com a entrenador de San Antonio, qui va signar per l'equip després de guanyar la NCAA amb la Universitat de Kansas el 1988.

### 1989-1997: Comença l'era Robinson

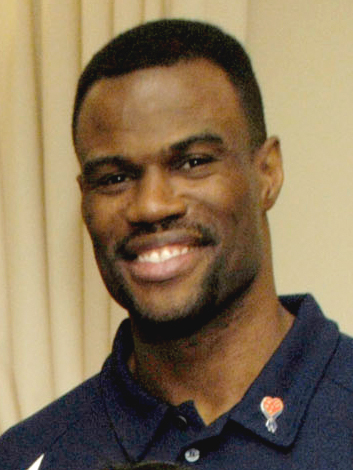
Triat el 1987, David Robinson no va debutar amb els Spurs fins al 1989.

A la fi dels 80 es va assistir al renaixement dels Spurs. Liderats per David Robinson, pel recentment fitxat Terry Cummings i pel recentment drafteat Sean Elliott, els Spurs van aconseguir la seva millor temporada en la seva història, amb un balanç de 56-26. En playoffs van ser eliminats per Portland Trail Blazers en set partits. Posteriorment, els Blazers serien els campions de la Conferència Oest. Robinson va tenir una de les temporades més reeixides mai signades per un rookie, es va portar el guardó promediant 24.3 punts per partit i 12 rebots.
Els Spurs van començar la dècada amb gran optimisme. L'equip es va convertir en un assidu en la postemporada encara que sota la tutela de Brown no va ser capaç d'arribar més lluny de les semifinals de conferència. En la temporada 1991-92, McCombs va acomiadar a Brown per substituir-li per Bob Bass, qui va acabar la temporada com a entrenador interí. Sense David Robinson sa, els Spurs van ser escombrats per Phoenix Suns en la primera ronda de playoffs. Durant l'estiu de 1992, McCombs va contractar l'entrenador de la Universitat de UNLV Jerry Tarkanian. L'experiment va ser un fracàs, i Tarkanian va ser acomiadat als 20 partits de temporada, quan comptaven amb un balanç de 9-11. El veterà John Lucas va ser nomenat nou entrenador dels Spurs, sent aquesta la seva primera experiència com a entrenador cap d'un equip de l'NBA.

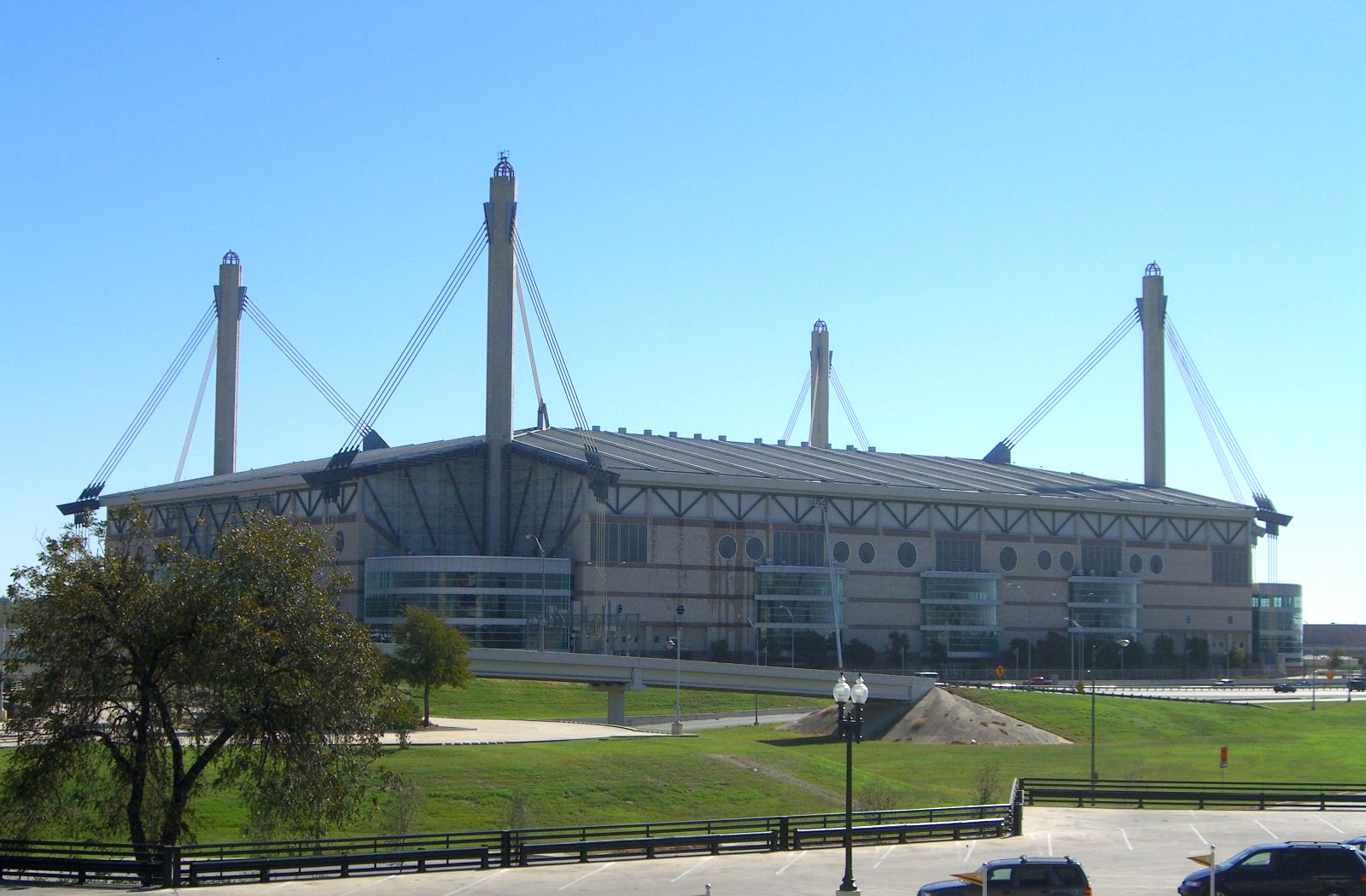
Alamodome, el pavelló dels Spurs des de 1993 fins al 2002.

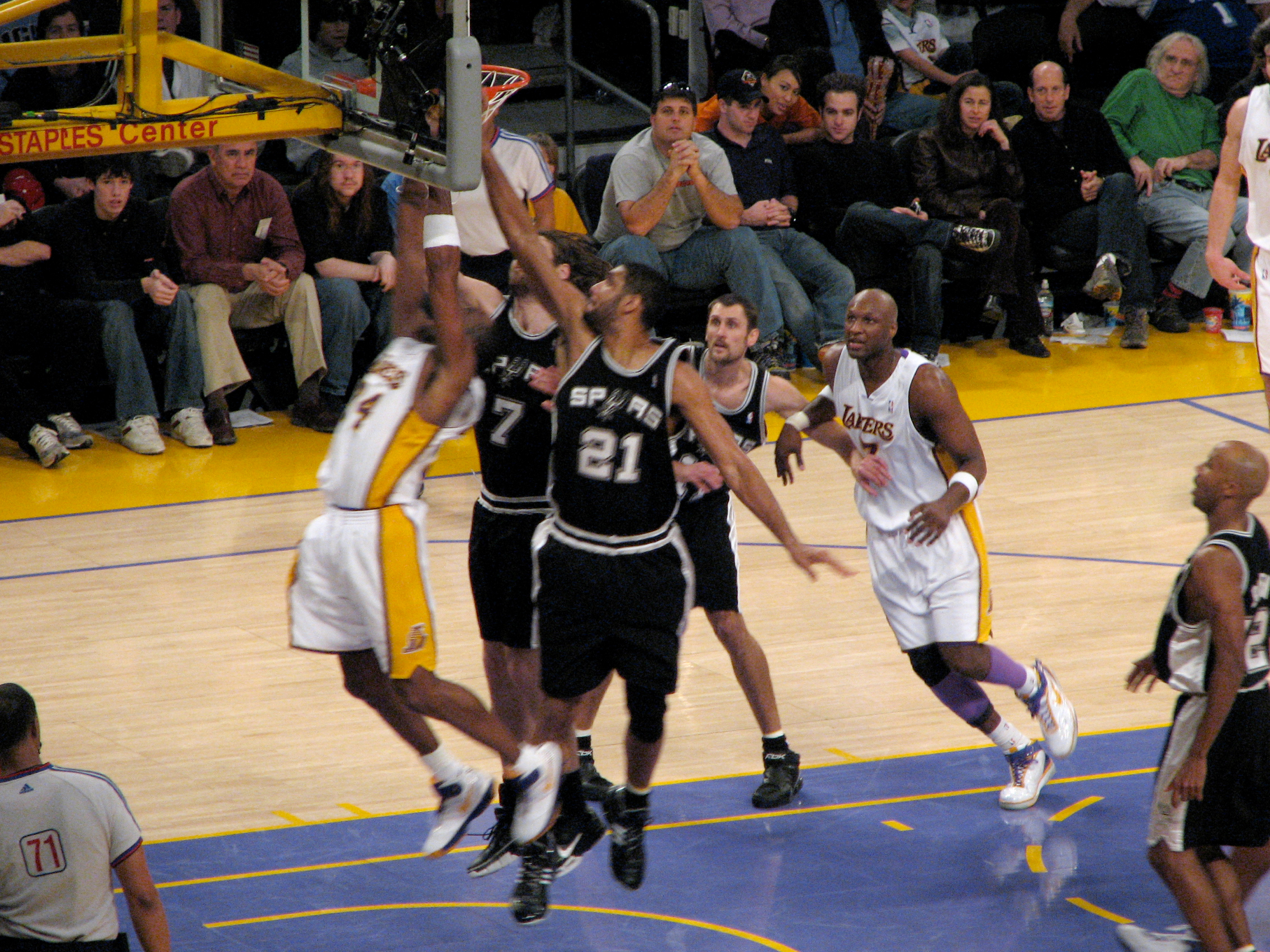
L'arribada de Tim Duncan va revitalitzar als Spurs.

L'era Lucas va començar satisfactòriament. Sota el seu mandat l'equip va acabar la temporada amb un rècord de 39-22, ficant als Spurs una vegada més en playoffs, sent novament eliminats pels Suns, aquesta vegada en semifinals de conferència. Aquesta campanya també va estar marcada a causa que l'equip va jugar en l'HemisFair Arena. El 1993, Peter M. Holt i un grup de 22 inversors va comprar els Spurs a Red McCombs per 75 milions de dòlars.
En la següent temporada, la franquícia va jugar en el recentment construït Alamodome. Lucas va conduir als Spurs a un rècord de 55-27, però van caure eliminats en la primera ronda de playoffs per Utah Jazz. A conseqüència d'això, Lucas va ser immediatament acomiadat. A l'estiu, els Spurs van traspassar a Elliott, un dels favorits de l'afició, als Detroit Pistons a canvi del rebotador Dennis Rodman.
Lucas va ser reemplaçat per Bob Hill per la temporada 1994-95, ex-entrenador dels Indiana Pacers. Elliott va tornar als Spurs després d'una intranscendent temporada en els Pistons i l'equip va finalitzar amb un rècord de 62-20, sent David Robinson el MVP de la temporada. Els Spurs van aconseguir les finals de conferència, però van ser eliminats pels posteriorment campions Houston Rockets. Durant tota la temporada i els playoffs, Dennis Rodman va tenir problemes amb els seus companys d'equip, especialment amb Robinson, per la qual cosa va forçar a la franquícia a traspassar-lo als Chicago Bulls després de finalitzar la campanya.
Els Spurs van finalitzar la següent temporada (1995-96) amb un balanç de 59-23 sota el mandat de Hill, eliminant-se en semifinals de conferència davant Utah Jazz. Però pocs preveien l'espectacular caiguda de l'equip en la temporada 1996-97; una lesió va obligar a David Robinson a passar-se pràcticament tot l'any en blanc, jugant tan sols sis partits. San Antonio va acabar amb un rècord de 20-62, el pitjor en la seva història. Hill solament va durar 18 partits en la banqueta dels texans, sent substituït per Gregg Popovich, antic assistent de l'equip.

### 1997-2002: "Les Torres Bessones"
Amb el tercer pitjor registre de la lliga, els Spurs es van fer amb el número 1 del Draft de 1997, que van utilitzar per seleccionar a Tim Duncan, procedent de la Universitat de Wake Forest. Duncan ràpidament es va convertir en una estrella de la lliga en la temporada 1997-98, promediant 21.1 punts per partits i 11.9 rebots jugant en la posició d'ala-pivot. Va ser seleccionat per al millor quintet de novençans de la temporada i nomenat Rookie de l'Any. L'equip va finalitzar 56-26, però de nou va ser eliminat pels Jazz en les semifinals de conferència.
Els Spurs van començar la temporada 1998-99 amb Robinson sa i Duncan, a més de les adquisicions dels veterans Mario Elie i Jerome Kersey. Abans dels training camps (entrenaments abans de començar la temporada), es va produir un tancament patronal en la lliga, sent retardada tres mesos. Finalment es van jugar tan sols 50 partits, i els Spurs van acabar 37-13. L'equip va dominar en playoffs, arribant a les Finals de l'NBA amb un balanç d'11-1 en playoffs. En ella s'enfrontarien als New York Knicks, guanyant-los en cinc partits i aconseguint, per fi, el primer anell en la història dels Spurs. Tim Duncan va ser nomenat MVP de les Finals en el Madison Square Garden, escenari del cinquè i últim partit de l'eliminatòria. La victòria dels Spurs va tenir dos rècords; van ser l'únic equip original de l'ABA a guanyar un campionat de l'NBA i a participar en les Finals. Les 39.554 ànimes que van acudir en el segon partit a l'Alamodome també va ser un altre rècord, el de més assistència en un partit de les Finals (batent els 39.514 espectadors de dos dies abans).
Després de l'èxit, van continuar amb el mateix nivell de joc durant la temporada regular 1999-2000, acabant 53-29. Però a causa d'una lesió en playoffs de Duncan, van ser eliminats en primera ronda pels Suns.
Els Spurs van acabar 58-24 en les temporades 2000-01 i 2001-02, i en ambdues van ser eliminats de playoffs pel campió Los Angeles Lakers.

### Des de 2003: Era Big Three
Ja en la 2002-03, els Spurs eren conscients que aquesta temporada seria memorable per dos motius: David Robinson havia anunciat que seria la seva última campanya i que es retirava en finalitzar-la, i l'altre motiu era l'obertura del SBC Center, nou pavelló de l'equip. Per marcar aquesta ocasió, els Spurs van renovar el seu logo, retornant als colors negre i plata originals.
Aquesta versió dels Spurs era molt diferent de la qual havia guanyat el títol uns anys abans. Havien renovat completament l'equip amb l'objectiu de destronar als Lakers, vencedors dels tres últims campionats. El base titular de l'equip era ara el francès Tony Parker, a més d'incloure una gran varietat de tiradors com eren Stephen Jackson, Danny Ferri, Bruce Bowen, Steve Kerr, Steve Smith i l'argentí Manu Ginóbili. Barrejant les presències interiors de Duncan i Robinson amb les noves amenaces exteriors, els Spurs van guanyar 60 partits aquesta temporada. En playoffs, van eliminar a Suns, Lakers i Dallas Mavericks, trobant-se en les Finals de l'NBA amb New Jersey Nets, subcampions l'any anterior. Aquesta va ser l'única vegada que dos equips originals de l'ABA es van trobar en unes Finals de l'NBA. Els Spurs van guanyar la sèrie 4-2, aconseguint així el seu segon anell. Tim Duncan va ser MVP de les Finals, i un mes abans, MVP de la temporada. Robinson posaria punt final a la seva carrera després d'aquesta temporada.

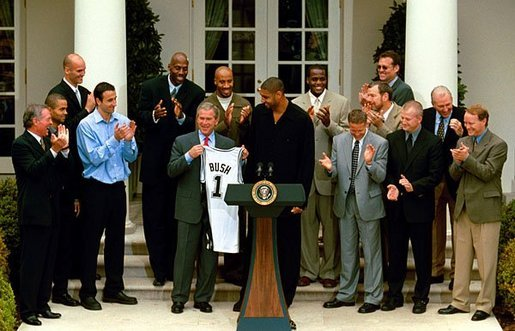
Els Spurs visitant la Casa Blanca després del seu segon campionat el 2003.

En la temporada 2003-04, els Spurs van començar trobant a faltar aviat a David Robinson després de començar amb mal peu la temporada (9-10). No obstant això, l'equip va saber reposar-se amb 13 victòries consecutives que li van col·locar, a la fi de desembre, a la part alta de la classificació. Van acabar la campanya amb una altra molt bona ratxa d'11 partits seguits que, no obstant això, no van valer per donar caça al capdavanter, Minnesota Timberwolves (58-24).
Després d'acabar per la via ràpida amb Memphis Grizzlies van ser eliminats en semifinals de conferència pels Lakers. Els Spurs van malgastar un avantatge de 2-0 i van acabar sucumbint davant uns Lakers que van remuntar guanyant quatre partits consecutius. La sèrie va ser definida per la polèmica cistella de Derek Fisher en el cinquè partit mancant 4 dècimes per a la fi d'aquest. Els Spurs van protestar, argumentant que el tir estava fora de temps i que el rellotge va començar a funcionar tard. Un reportatge d'AP i els tres àrbitres que estaven a la pista van mostrar que el tir va ser llançat pel jugador abans que el temps expirés. Després d'aquesta derrota, la moral dels Spurs estava per terra, i van viatjar a Los Angeles per jugar i perdre el sisè partit, i amb això la sèrie.
Amb les contractacions de Brent Barry de Seattle a l'estiu, Nazr Mohammed de New York pel carismàtic Malik Rose a mitjan temporada, i Glenn Robinson com agent lliure, juntament amb els regulars Bruce Bowen, Robert Horry, Tony Parker, Manu Ginobili, i Tim Duncan, els Spurs van finalitzar la 2004-05 amb un rècord de 59-23, segons a l'oest i campions de divisió.

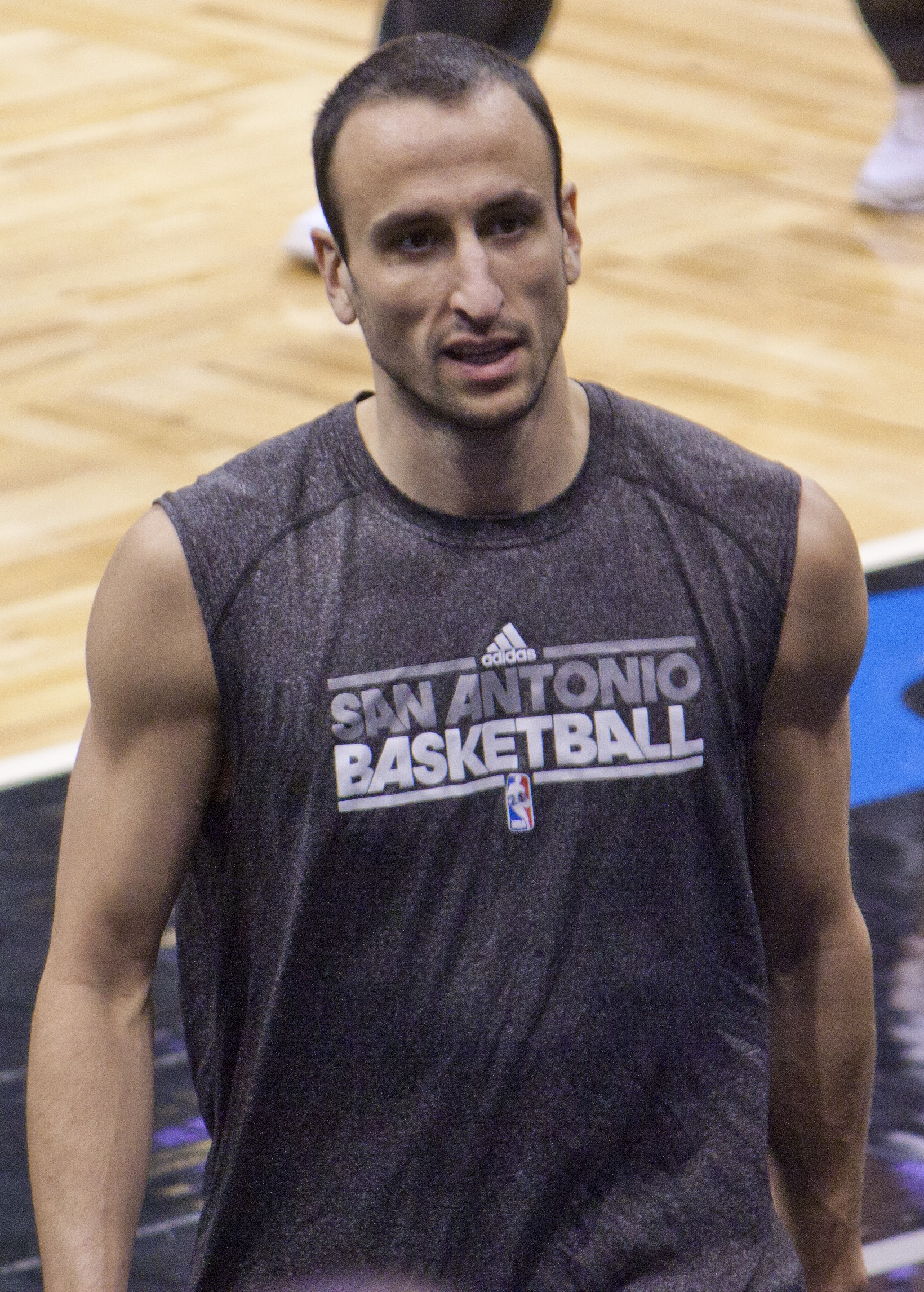
Manu Ginobili, va arribar en el 2002.

En la postemporada van eliminar a Denver Nuggets per 4-1, a Seattle Supersonics per 4-2 i a Phoenix Suns per 4-1 abans de mesurar-se en les Finals de l'NBA davant Detroit Pistons, vencent-los per 4-3 i així, aconseguir el seu segon anell en tres anys i el seu tercer en set. Tim Duncan va ser nomenat MVP de les Finals per tercera vegada, unint-se juntament amb Magic Johnson, Shaquille O'Neal i Michael Jordan al club de jugadors amb 3 o més MVP de les Finals. També, Manu Ginóbili es va afermar com un estel de la lliga i ídol local, nacional i internacional, arribant a jugar aquesta temporada l'All-Star Game.

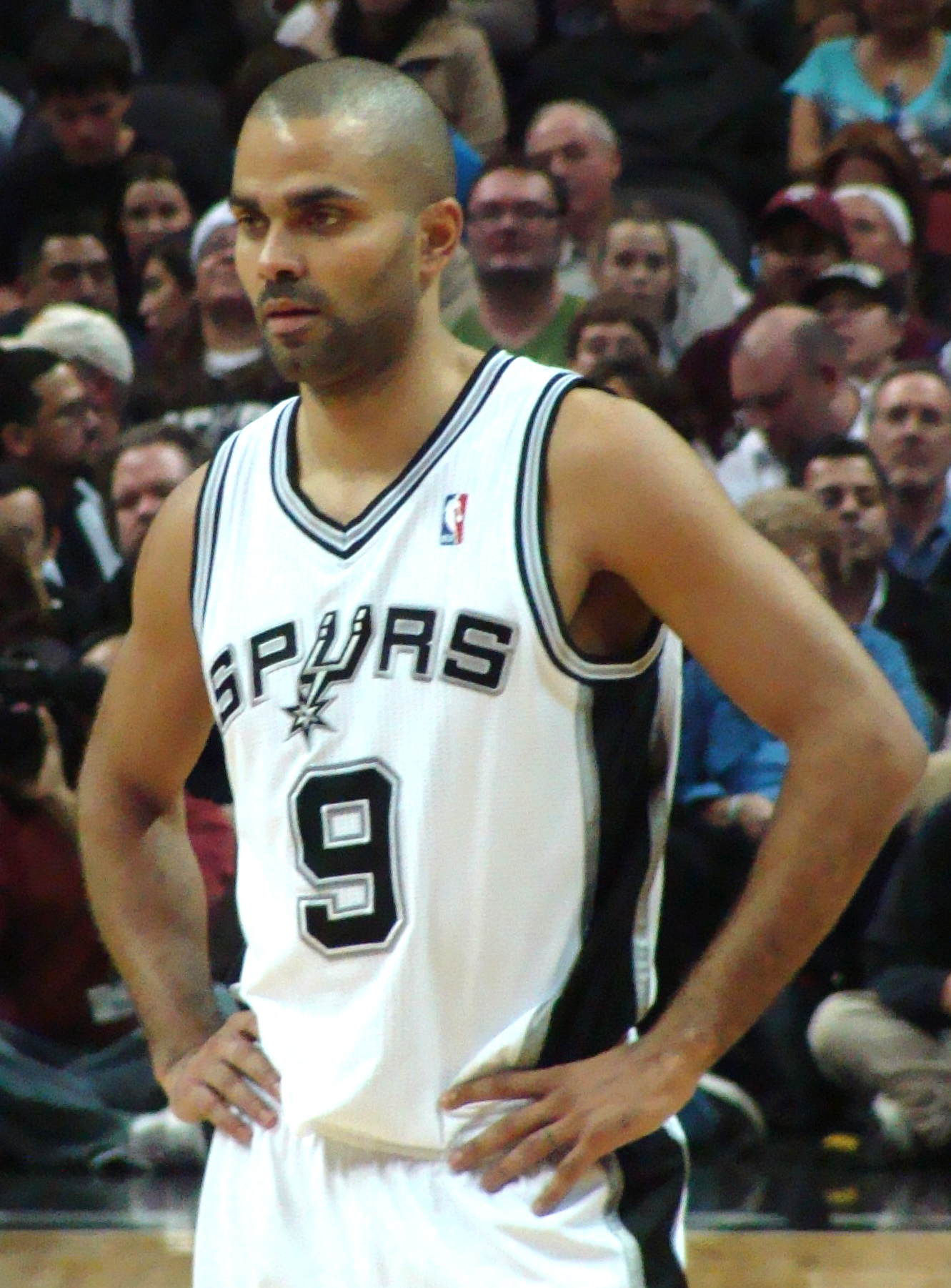
Tony Parker, MVP en les Finals de 2007.

En la 2005-06 els Spurs van signar la seva millor temporada de la història, guanyant 63 partits i disputant per novè any consecutiu els playoffs. L'arribada del veterà Michael Finley va oferir a l'equip més poder anotador. No obstant això, els campions van ser eliminats en semifinals de conferència per Dallas Mavericks, a posteriori subcampions de l'NBA.
Després de la decebedora derrota a les mans dels Mavs, San Antonio es va rescabalar un any després amb un nou anell en la 2006-07. Van acabar la temporada amb un altre gran balanç, 58-24, tercers de l'Oest, evitant així a Dallas Mavericks, que va acabar amb 67-15. En playoffs, San Antonio va establir un fantàstic rècord de 16-4. En 1a. ronda van acabar amb Denver Nuggets en 5 partits, mentre Dallas, 1r a l'oest, queia 4-2 enfront de Golden State Warriors. En Semifinals de Conferència esperava Phoenix Suns. Després d'una intensa eliminatòria on va arribar a anar 2-2, San Antonio va vèncer per 4-2, aconseguint les Finals de Conferència davant un rival relativament assequible per a les altures en les quals trobaven com era Utah Jazz. Els texans van sentenciar la seva passada a la final amb un 4-1.
En majors destrets van posar Cleveland Cavaliers a San Antonio malgrat no vèncer en cap trobada. Les Finals van acabar amb un 4-0 que va reflectir el domini de San Antonio durant la postemporada. Tony Parker, amb mitjanes de 24,5 punts i 57% d'encert en tirs de camp, va ser seleccionat MVP de les Finals, per convertir-se amb 25 anys en el primer europeu que ho aconsegueix en la història de l'NBA.
Els Spurs van collir així el seu 4t anell en 9 temporades, tots ells en any imparell el que va donar cabuda a una curiosa relació. San Antonio es convertia en la quarta franquícia més llaurejada de la història, amb 4 anells, distanciant-se de Pistons, Warriors i Sixers, amb 3 cadascun.
En la 2007-2008, els Spurs, sense grans esforços i administrant les seves energies durant la temporada regular, van signar la seva 10a. consecutiva en playoffs. Van ser eliminats en final de conferència pels Lakers.

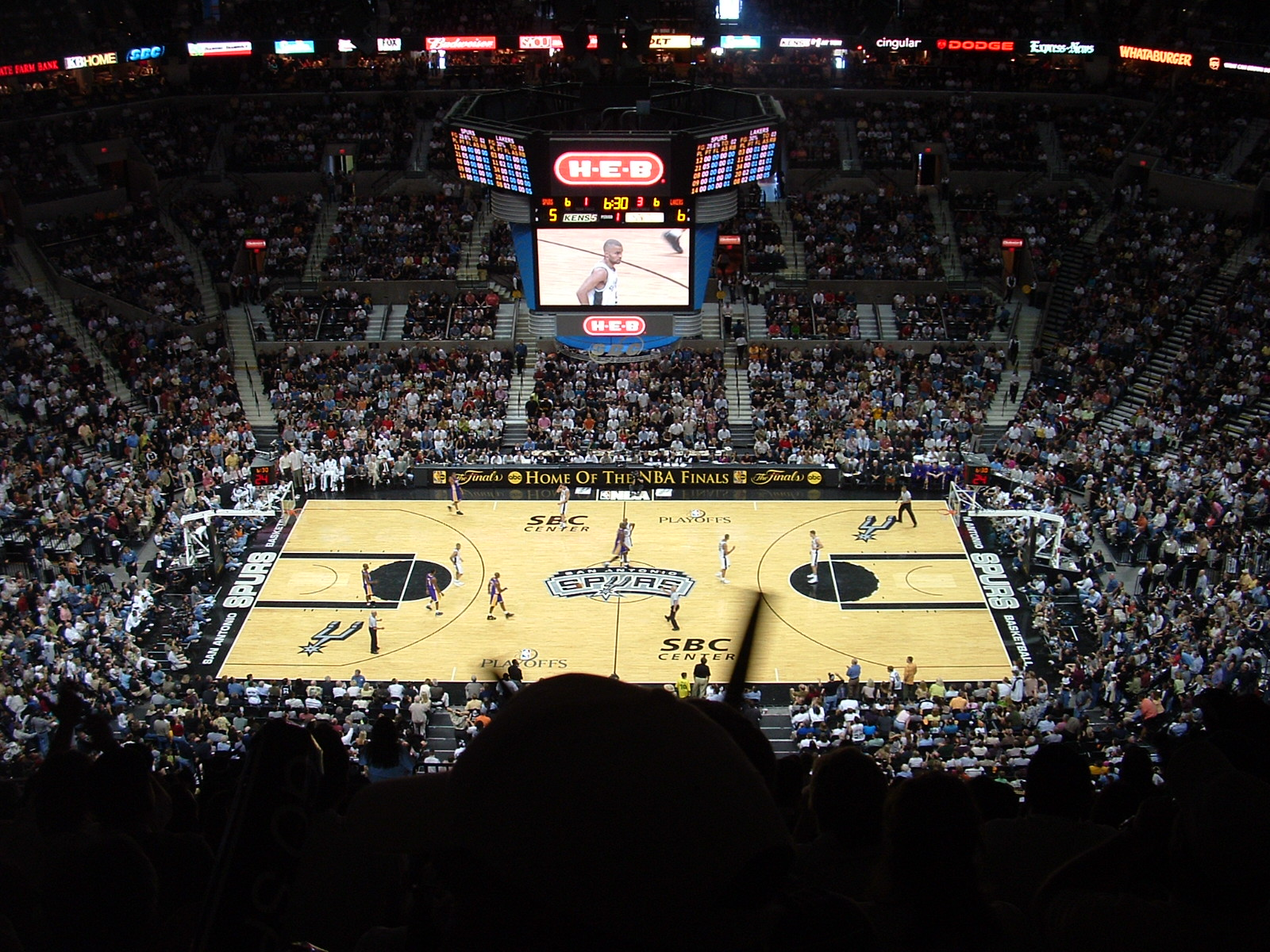
SPURS STADIUM - Abans anomenat SBC Center - Playoff vs Lakers 2004

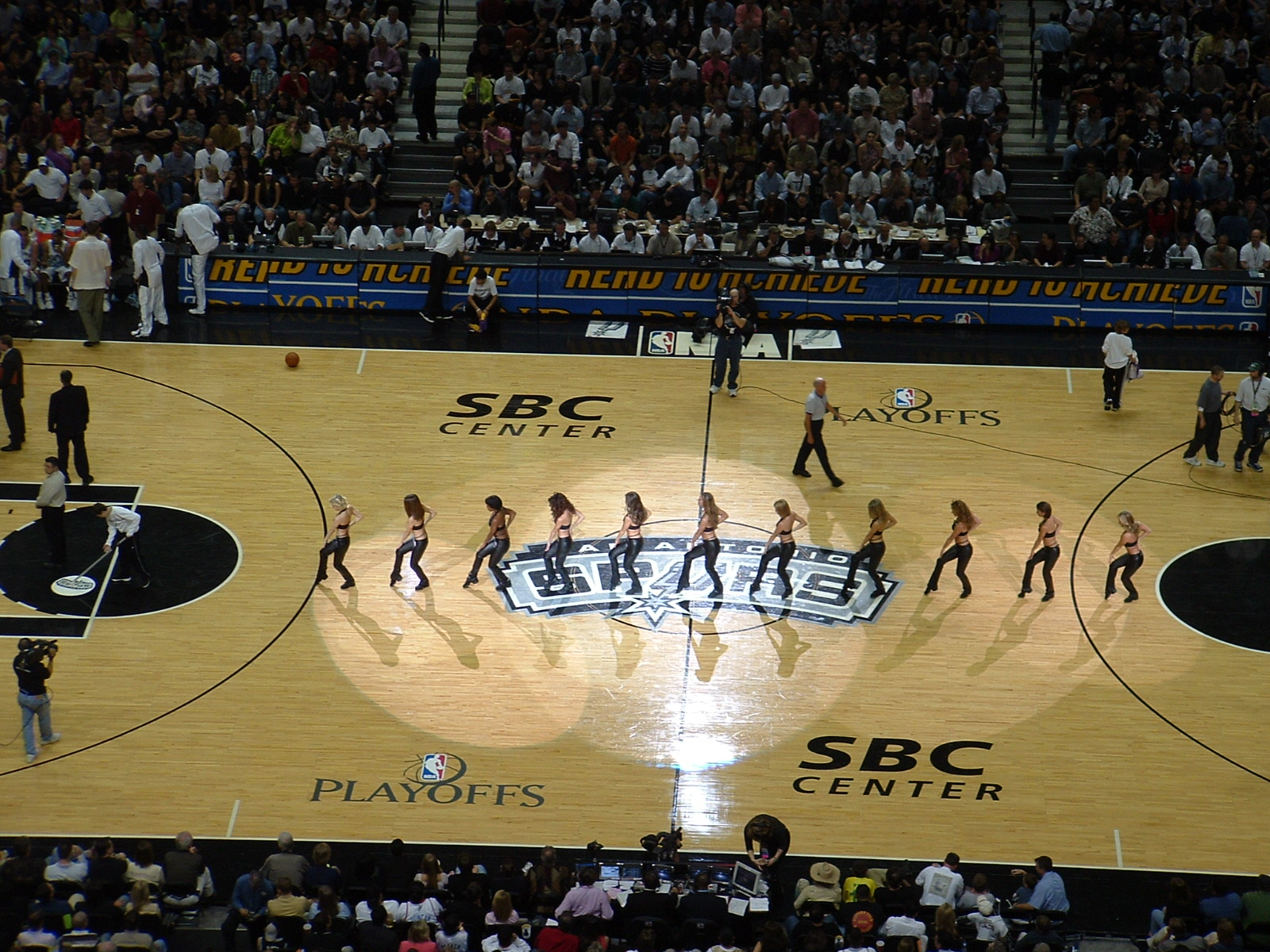
HalfTime Show - Playoff vs Lakers 2004

Després de diverses temporades consecutives en PlayOffs, arribant en una ocasió a la final de conferència, i perdent enfront d'Oklahoma. En la temporada 2012-13, malgrat les lesions, els Spurs van acabar amb un rècord de 58-24, arribant a acabar segons en la conferència Oest. San Antonio s'enfrontaria en la primera ronda dels Play-Offs a Los Angeles Lakers, que acabarien guanyant amb una sèrie de 4-0, liquidant el plet abans del que s'estipulava. Després van vèncer als Golden State Warriors en sis jocs, arribant al seu 12a final de conferència escombrant als Memphis Grizzlies 4-0 passant a la seva cinquena final, la primera des de 2007. Ja en la final es van enfrontar al Miami Heat de Lebron James liderant 3-2. En el joc 6 San Antonio anava guanyant per 5 punts a l'últim quart amb 25 segons en el rellotge, però dos triples de Miami i un tir lliure errats per Kawhi Leonard van portar al partit a temps extra definint Miami 103 a 100. En el joc 7 Miami Heat va passar sobre San Antonio guanyant el seu tercer títol i segon títol consecutiu, mentre els Spurs perdrien la seva primera final de l'NBA en la història.

### 2014: Cinquè títol i revenja
En la temporada regular 2013-14 San Antonio va mantenir el bloc de l'any anterior i amb les incorporacions de l'italià Marco Belinelli i Jeff Ayres. La franquícia va acabar en el primer lloc de la Conferència Oest, amb el millor rècord de la lliga (62-20).
L'entrenador va dosificar a les seves estrelles Duncan, Parker i Ginóbili i l'equip va desenvolupar un joc coral en el qual gairebé tots els integrants de la plantilla van ser protagonistes al llarg de la temporada regular. A més cap jugador va superar els 30 minuts per partit.
Així, van iniciar els Playoffs desfent-se en primera ronda de Dallas Mavericks (4-3), una sèrie molt igualada en la qual Ginóbili va adquirir un paper destacat. Després va venir Portland Trail Blazers (4-1) i, ja en la final de Conferència, van vèncer Oklahoma City Thunder de Durant i Westbrook (4-2), per arribar, per segon any consecutiu, a les Finals de l'NBA i enfrontar-se als seus botxins de l'any anterior, els Miami Heat de Lebron James.
L'eliminatòria final contra Miami va finalitzar 4-1 a favor dels Spurs, la qual cosa va suposar el cinquè títol per a la franquícia texana. San Antonio va ser dominador absolut de la sèrie, especialment a Florida. El jove ràfec Kawhi Leonard va ser nomenat MVP de les finals.

## Historial (1967-2008)
Llegenda: V = Victòries, D = Derrotes, % = % de victòries
| Temporada                                                  | V    | D    | %    | Playoffs                                                                                                   | Resultats                                                                                                 |
| ---------------------------------------------------------- | ---- | ---- | ---- | --- | --- |
| Dallas Chaparrals (ABA) (No inclosos als resultats totals) |      |      |      | | |
| 1967-68                                                    | 46   | 32   | .590 | Guanyà la 1a ronda Perdé les semifinals                                                                    | Dallas 3, Houston 0 New Orleans 4, Dallas 1                                                               |
| 1968-69                                                    | 41   | 37   | .526 | Perdé la 1a ronda                                                                                          | New Orleans 4, Dallas 3                                                                                   |
| 1969-70                                                    | 45   | 39   | .536 | Perdé la 1a ronda                                                                                          | Los Angeles 4, Dallas 2                                                                                   |
| Texas Chaparrals (ABA) (No inclosos als resultats totals)  |      |      |      | | |
| 1970-71                                                    | 30   | 54   | .357 | Perdé la 1a ronda                                                                                          | Utah 4, Texas 0                                                                                           |
| Dallas Chaparrals (ABA) (No inclosos als resultats totals) |      |      |      | | |
| 1971-72                                                    | 42   | 42   | .500 | Perdé la 1a ronda                                                                                          | Utah 4, Dallas 0                                                                                          |
| 1972-73                                                    | 28   | 56   | .333 | | |
| San Antonio Spurs (ABA) (No inclosos als resultats totals) |      |      |      | | |
| 1973-74                                                    | 45   | 39   | .536 | Perdé la 1a ronda                                                                                          | Indiana 4, San Antonio 3                                                                                  |
| 1974-75                                                    | 51   | 33   | .607 | Perdé la 1a ronda                                                                                          | Indiana 4, San Antonio 2                                                                                  |
| 1975-76                                                    | 50   | 34   | .595 | Perdé la 1a ronda                                                                                          | New York 4, San Antonio 3                                                                                 |
| San Antonio Spurs (NBA) (Inclosos als resultats totals)    |      |      |      | | |
| 1976-77                                                    | 44   | 38   | .537 | Perdé la 1a ronda                                                                                          | Boston 2, San Antonio 0                                                                                   |
| 1977-78                                                    | 52   | 30   | .634 | Perdé les semifinals de conferència                                                                        | Washington 4, San Antonio 2                                                                               |
| 1978-79                                                    | 48   | 34   | .585 | Guanyà les semifinals de conferència Perdé la final de conferència                                         | San Antonio 4, Philadelphia 3 Washington 4, San Antonio 3                                                 |
| 1979-80                                                    | 41   | 41   | .500 | Perdé la 1a ronda                                                                                          | Houston 2, San Antonio 1                                                                                  |
| 1980-81                                                    | 52   | 30   | .634 | Perdé les semifinals de conferència                                                                        | Houston 4, San Antonio 3                                                                                  |
| 1981-82                                                    | 48   | 34   | .585 | Guanyà les semifinals de conferència Perdé les finals de conferència                                       | San Antonio 4, Seattle 1 Los Angeles 4, San Antonio 0                                                     |
| 1982-83                                                    | 53   | 29   | .646 | Guanyà les semifinals de conferència Perdé la final de conferència                                         | San Antonio 4, Denver 1 Los Angeles 4, San Antonio 2                                                      |
| 1983-84                                                    | 37   | 45   | .451 | | |
| 1984-85                                                    | 41   | 41   | .500 | Perdé la 1a ronda                                                                                          | Denver 3, San Antonio 2                                                                                   |
| 1985-86                                                    | 35   | 47   | .427 | Perdé la 1a ronda                                                                                          | LA Lakers 3, San Antonio 0                                                                                |
| 1986-87                                                    | 28   | 54   | .341 | | |
| 1987-88                                                    | 31   | 51   | .378 | Perdé la 1a ronda                                                                                          | LA Lakers 3, San Antonio 0                                                                                |
| 1988-89                                                    | 21   | 61   | .256 | | |
| 1989-90                                                    | 56   | 26   | .683 | Guanyà la 1a ronda Perdé les semifinals de conferència                                                     | San Antonio 3, Denver 0 Portland 4, San Antonio 3                                                         |
| 1990-91                                                    | 55   | 27   | .671 | Perdé la 1a ronda                                                                                          | Golden State 3, San Antonio 1                                                                             |
| 1991-92                                                    | 47   | 35   | .573 | Perdé la 1a ronda                                                                                          | Phoenix 3, San Antonio 0                                                                                  |
| 1992-93                                                    | 49   | 33   | .598 | Guanyà la 1a ronda Perdé les semifinals de conferència                                                     | San Antonio 3, Portland 1 Phoenix 4, San Antonio 2                                                        |
| 1993-94                                                    | 55   | 27   | .671 | Perdé la 1a ronda                                                                                          | Utah 3, San Antonio 1                                                                                     |
| 1994-95                                                    | 62   | 20   | .756 | Guanyà la 1a ronda Guanyà les semifinals de conferència Perdé la final de conferència                      | San Antonio 3, Denver 0 San Antonio 4, LA Lakers 2 Houston 4, San Antonio 2                               |
| 1995-96                                                    | 59   | 23   | .720 | Guanyà la 1a ronda Perdé les semifinals de conferència                                                     | San Antonio 3, Phoenix 1 Utah 4, San Antonio 2                                                            |
| 1996-97                                                    | 20   | 62   | .244 | | |
| 1997-98                                                    | 56   | 26   | .683 | Guanyà la 1a ronda Perdé les semifinals de conferència                                                     | San Antonio 3, Phoenix 1 Utah 4, San Antonio 1                                                            |
| 1998-99                                                    | 37   | 13   | .740 | Guanyà la 1a ronda Guanyà les semifinals de conferència Guanyà la final de conferència Guanyà l'NBA Finals | San Antonio 3, Minnesota 1 San Antonio 4, LA Lakers 0 San Antonio 4, Portland 0 San Antonio 4, New York 1 |
| 1999-2000                                                  | 53   | 29   | .646 | Perdé la 1a ronda                                                                                          | Phoenix 3, San Antonio 1                                                                                  |
| 2000-01                                                    | 58   | 24   | .707 | Guanyà la 1a ronda Guanyà les semifinals de conferència Perdé la final de conferència                      | San Antonio 3, Minnesota 1 San Antonio 4, Dallas 1 LA Lakers 4, San Antonio 0                             |
| 2001-02                                                    | 58   | 24   | .707 | Guanyà la 1a ronda Perdé les semifinals de conferència                                                     | San Antonio 3, Seattle 2 LA Lakers 4, San Antonio 1                                                       |
| 2002-03                                                    | 60   | 22   | .732 | Guanyà la 1a ronda Guanyà les semifinals de conferència Guanyà la final de conferència Guanyà l'NBA Finals | San Antonio 4, Phoenix 2 San Antonio 4, LA Lakers 2 San Antonio 4, Dallas 2 San Antonio 4, New Jersey 2   |
| 2003-04                                                    | 57   | 25   | .695 | Guanyà la 1a ronda Perdé les semifinals de conferència                                                     | San Antonio 4, Memphis 0 LA Lakers 4, San Antonio 2                                                       |
| 2004-05                                                    | 59   | 23   | .720 | Guanyà la 1a ronda Guanyà les semifinals de conferència Guanyà la final de conferència Guanyà l'NBA Finals | San Antonio 4, Denver 1 San Antonio 4, Seattle 2 San Antonio 4, Phoenix 1 San Antonio 4, Detroit 3        |
| 2005-06                                                    | 63   | 19   | .768 | Guanyà la 1a ronda Perdé les semifinals de conferència                                                     | San Antonio 4, Sacramento 2 Dallas 4, San Antonio 3                                                       |
| 2006-07                                                    | 58   | 24   | .707 | Guanyà la 1a ronda Guanyà les semifinals de conferència Guanyà la final de conferència Guanyà l'NBA Finals | San Antonio 4, Denver 1 San Antonio 4, Phoenix 2 San Antonio 4, Utah 1 San Antonio 4, Cleveland 0         |
| 2007-2008                                                  | 56   | 26   | .683 | Guanyà la 1a ronda Semifinals de conferència                                                               | San Antonio 4, Phoenix San Antonio 2, New Orleans 2                                                       |
| Total                                                      | 1549 | 1043 | .598 | | |
| Playoffs                                                   | 150  | 121  | .554 | | |

## Pavellons
Dallas (Texas) Chaparrals
- State Fair Coliseum (1967-1970 and 1971-1973).
- Moody Coliseum (1967-1973).
- Tarrant County Coliseum (1970-1971).
- Lubbock Municipal Coliseum (1970-1971).

San Antonio Spurs
- HemisFair Arena (1973-1993).
- Alamodome (1993-2002).
- AT&T Center (originalment SBC Center) (2002-actualitat).

## Títols
- Campionats de l'NBA: 5 (1999, 2003, 2005, 2007, 2014)
- Campionats conferència: 6 (1999, 2003, 2005, 2007, 2013, 2014)
- Campionats de divisió: 20 (1978, 1979, 1981, 1982, 1983, 1990, 1991, 1995, 1996, 1999, 2001, 2002, 2003, 2005, 2006, 2009, 2011, 2012, 2013, 2014)

## Jugadors destacats
Números retirats
- 00 - Johnny Moore 1980-88 & 1989-90
- 6 - Avery Johnson 1991-2001
- 12 - Bruce Bowen, 2001-2009
- 13 - James Silas 1972-81
- 20 - Manu Ginóbili 2002-2018
- 21 - Tim Duncan 1997-2016
- 32 - Sean Elliott 1989-93 & 1994-2001
- 44 - George Gervin 1974-85
- 50 - David Robinson 1989-2003

Membres del Basketball Hall of Fame
- George "The Iceman" Gervin 1996
- Moses Malone 2001
- Dominique Wilkins 2006
- David Robinson 2009

Altres jugadors
- Antonio Daniels
- Dennis Rodman